# Werner von Bargen

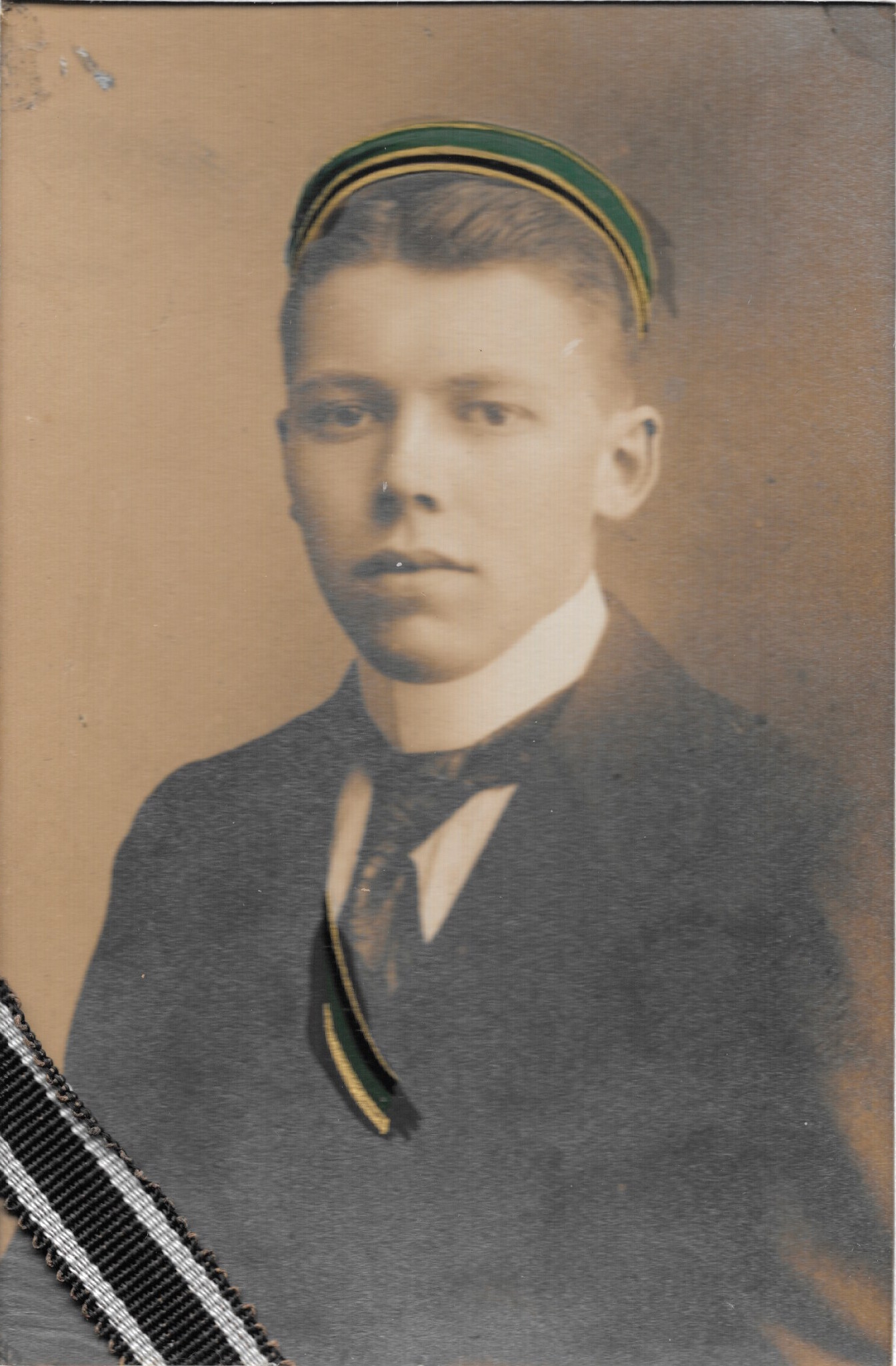
Werner von Bargen

Werner von Bargen (Wischhafen, 14 februari 1898 - Bonn, 22 november 1975) was een Duits diplomaat, die tijdens de Tweede Wereldoorlog op post was in België.

## Levensloop
Werner von Bargen was soldaat tijdens de Eerste Wereldoorlog, die hij eindigde met de graad van luitenant. Hij studeerde rechten aan de Georg-August-Universität Göttingen en aan de universiteit van Kiel. Hij promoveerde in 1923 tot doctor in de rechten. In 1924 slaagde hij in het diplomatenexamen en het jaar daarop werd hij ambtenaar in het ministerie van Buitenlandse Zaken. Hij werd ambassaderaad, achtereenvolgens in Thorn, Riga (5 jaar), Boekarest en was daarna kabinetschef bij staatssecretaris voor Buitenlandse zaken Bernard Wilhelm von Bülow (1885-1936).
In 1933 werd hij lid van de NSDAP (lid nummer 2.579.492). Vanaf 1937 werd hij ambassaderaad in Brussel. Hij had als opdracht contacten te onderhouden met Duitsgezinde Belgen, die bereid zouden zijn tot collaboratie. Na de bezetting van het land in mei 1940 bleef hij in Brussel, als vertegenwoordiger van het ministerie van Buitenlandse Zaken bij de Militärbefehlshaber Alexander von Falkenhausen. 
Hij was betrokken bij de deportatie van minstens 10.000 Joden uit België. Er is van hem een verslag bekend, gedateerd 11 november 1942, waarin hij naar het departement Buitenlandse Zaken in Berlijn schreef: Naarmate de tijd vorderde, groeiden de geruchten dat de weggevoerde Joden werden afgeslacht, met als gevolg dat de oproepen voor verplichte arbeid niet meer werden opgevolgd. Zodoende werden de Joden door razzia's en persoonlijke acties opgepakt.
In juli 1943 werd hij naar Berlijn geroepen en werd er hoofd van de Dienst 'Politik II Afdeling West-Europa' en was ook betrokken bij de regimenten van buitenlanders aan het Oostfront. In Brussel werd hij opgevolgd door de diplomaat Ludwig Mayr-Falkenberg. In februari 1944 werd hij als gevolmachtigd minister benoemd op de Duitse ambassade in Parijs in vervanging van de naar Berlijn teruggeroepen ambassadeur Otto Abetz. Hij leidde het voorlopige kantoor dat na de bevrijding van Parijs in Gerardmer (Vogezen) werd georganiseerd en van waaruit hij de terugkeer van het ambassadepersoneel naar Duitsland regelde.

## Na de oorlog
Von Bargen werd na de oorlog gearresteerd. Zoals alle Duitsers werd hij aan het denazificatieproces onderworpen en in de herfst van 1947 werd hij vrijgesproken. Dit werd door sommigen met verbazing ontvangen, net zoals het feit dat er met geen woord over de Jodenvervolging was gesproken. Hij werd ook door de Historische Commissie van de geallieerden ondervraagd en zijn ondervrager, luitenant-kolonel O. J. Hale beschreef hem als volgt: Von Bargen has an attractive personality and answers all questions candidly and with the appearance of honesty (Von Bargen heeft een aantrekkelijke persoonlijkheid en beantwoordt alle vragen openhartig en blijkbaar in eerlijkheid).  
Von Bargen mocht opnieuw binnen het ministerie van Buitenlandse Zaken functioneren. Hij bleef nochtans niet onbesproken en toen een onderzoekscommissie van de Bundestag in 1952 oordeelde dat 21 ambtenaren van Buitenlandse Zaken vanwege hun activiteiten tijdens de oorlog uit het departement moesten worden verwijderd, was Von Bargen een van hen. Het departement Buitenlandse Zaken reageerde door Von Bargen op verlof zonder wedde te sturen. In oktober 1954 werd hij echter opnieuw in het departement opgenomen en werd benoemd tot adjunct-hoofd van de afdeling Handelspolitiek. In 1957 vergezelde hij de minister van Buitenlandse Zaken Heinrich von Brentano bij een officiële zending in India. In 1958 werd hij directeur op Buitenlandse Zaken. Hij besloot zijn carrière van 1960 tot 1963 als ambassadeur in Irak. Hij genoot daarna nog meer dan tien jaar van zijn pensioen.
Von Bargen was in 1927 getrouwd met Gertrude Helmolt. Ze kregen drie kinderen.